# Дарджилинг (город)
Дарджи́линг (бенг. দার্জিলিং; англ. Darjeeling; непальск. दार्जीलिङ; тиб. རྡོ་རྗེ་གླིང་, Rdo-rje gling) — город в Индии, на крайнем севере штата Западная Бенгалия, в восточных Гималаях (на высоте около 2185 м). Построен британцами как колониальная горная станция (англ. hill station).

## История

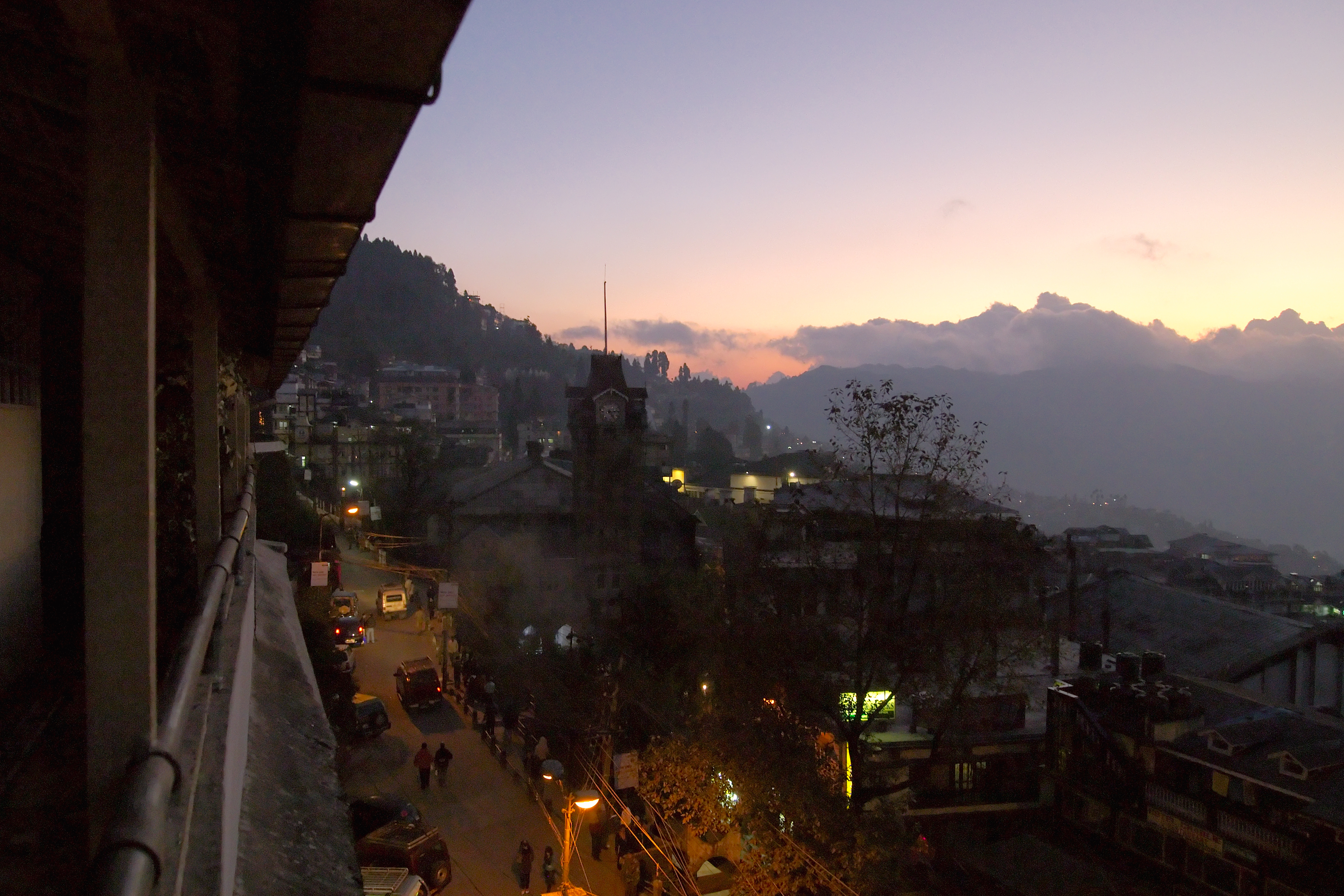
Центр города на закате

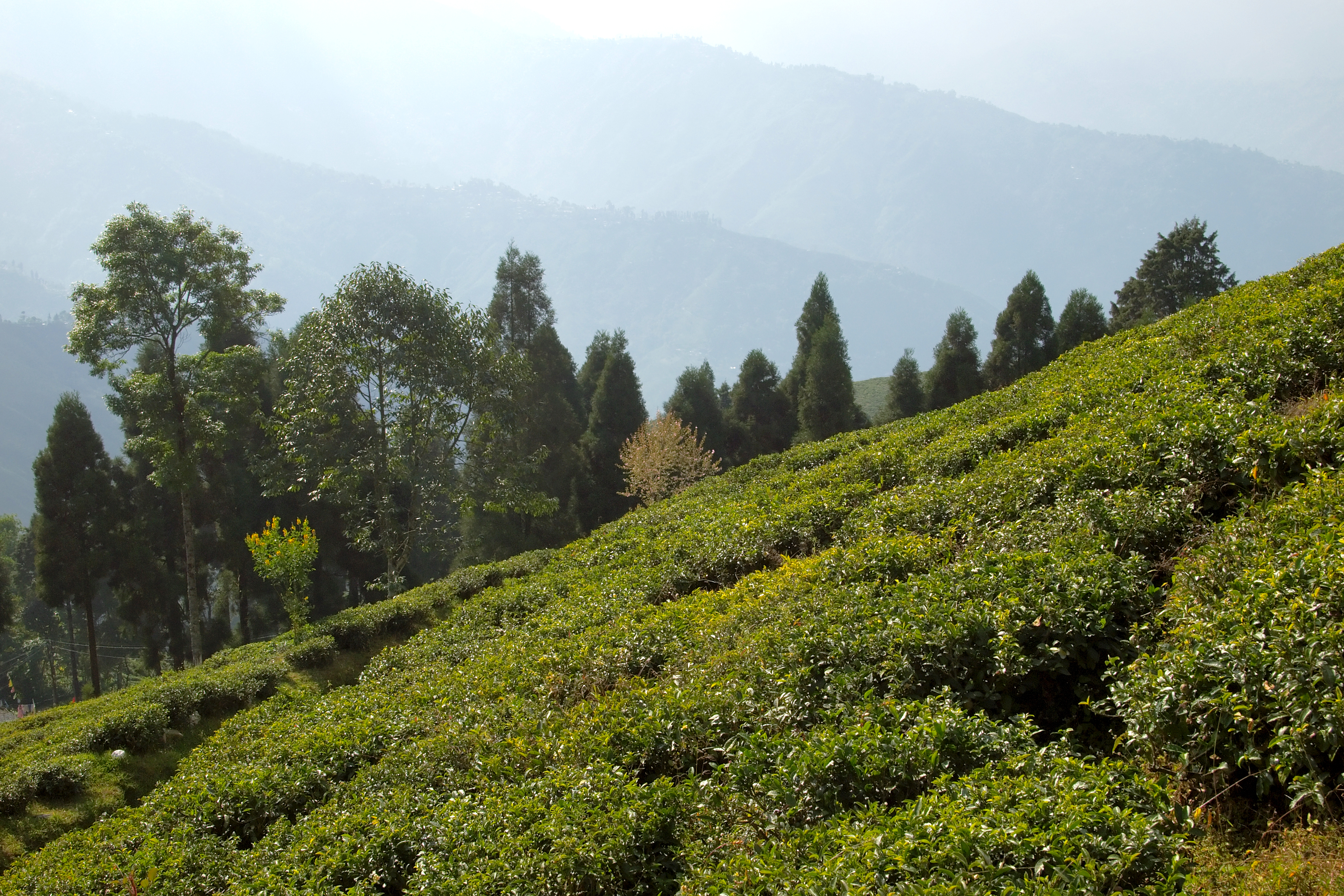
Чайные плантации

История Дарджилинга тесно переплетается с историей Бенгалии, Сиккима и Непала. Вплоть до начала XIX века холмистый район вокруг Дарджилинга был под контролем королевства Сикким, хотя равнинные области вблизи Силигури находились с некоторыми перерывами под контролем Непала. Известно также, что Непал расширял свою территорию вплоть до реки Тиста. В 1828 году делегация чиновников британской Ост-Индской компании по пути к границе Непала и Сиккима останавливалась в Дарджилинге и нашла этот регион весьма подходящим для места будущего санатория для британских солдат. В 1835 году компания арендовала территорию к западу от реки Махананда у чогьяла Сиккима. В 1849 году британский управляющий Дарджилингом Артур Кампбелл и ботаник и путешественник Джозеф Долтон Гукер были взяты в плен на территории района, контролируемого Сиккимом. Британская Ост-Индская компания выслала за ними войска.
Возникшие вследствие этого трения между Ост-Индской компанией и Сиккимом привели к аннексии 1700 км² территории в 1850 году. Кроме того, в 1864 году, по итогам Англо-Бутанской войны Бутан был вынужден уступить британцам дороги, идущие через холмистый регион и Калимпонг. Продолжающиеся разногласия с Сиккимом также привели к захвату британцами территории к востоку от реки Тиста в 1865 году. К 1866 году округ Дарджилинг имел примерно современные размеры и охватывал территорию в 3200 км². В ходе британского правления город становится горной станцией для британцев, стремящихся избежать летнюю жару равнин. Город быстро развивался также как санаторий и курорт. Усилия Артура Кембелла по развитию горной станции и привлечение иммигрантов для обработки склонов местных холмов способствовали увеличению населения Дарджилинга с 1835 по 1949 годы. Первая дорога, связывающая город и равнины, строилась с 1839 по 1842 годы. В 1848 году в городе была построена военная база для британских солдат, а в 1850 году Дарджилинг получил статус муниципалитета.
Промышленное выращивание чая в районе Дарджилинга началось в 1856 году и привлекло сюда ряд британских плантаторов. Начиная с 1864 года, город становился формальной летней столицей Бенгальского президентства. Шотландские миссионеры взяли на себя строительство школ, заложив тем самым основу для будущей известности города как центра образования. Открытие Дарджилингской Гималайской железной дороги в 1881 году также способствовало развитию региона. В 1899 году город сильно пострадал от обрушившихся на него оползней.
В ходе Движения за независимость Индии неорганизованные выступления распространяются и на территорию Дарджилинга. В 1940-х годах коммунистические активисты продолжают движение против британцев путём мобилизаций работников плантаций. К моменту независимости страны в районе Дарджилинга накапливается большое количество социально-экономических проблем. После объявления Индией независимости город входит в состав штата Западная Бенгалия. Непальское население региона было недовольно действиями правительства штата, оно требует для Дарджилинга автономии и признание непальского языка. Создание в 1975 году штата Сикким и нежелание индийского правительства предоставить непальскому языку статус также способствовали сепаратистским настроениям. Вплоть до 1980-х годов имелось движение за создание в районе Дарджлинга отдельного штата Горкхаланд. Агитация за отделение прекратилась окончательно лишь с созданием автономии Совет горных гуркхов Дарджилинга в 1988 году. В 2008-09 годах прокатились новые протесты недовольных правительством автономии и желающих создания штата Горкхаланд.

## География и климат
Дарджилинг находится в восточной части Гималаев, на крайнем севере индийского штата Западная Бенгалия. Город расположен на высоте 2050 м над уровнем моря, в районе хребта Дарджилинг-Джалапахар. Наиболее значительная гора, видимая из Дарджилинга — Канченджанга, имеет высоту 8,598 м над уровнем моря.
Климат города характеризуется как умеренный и может быть разделён на 5 сезонов: весна, лето, осень, зима и сезон дождей (муссон). Среднегодовая максимальная температура составляет 14,9°С, а среднегодовая минимальная — 8,9°С. Средние месячные температуры меняются от 5 до 17°С. Самая низкая когда-либо зафиксированная температура была отмечена в городе 11 февраля 1905 года и составила −5 °C. Средний годовой уровень осадков — 3 092 мм. Наибольшее количество осадков выпадает в июле.

## Население

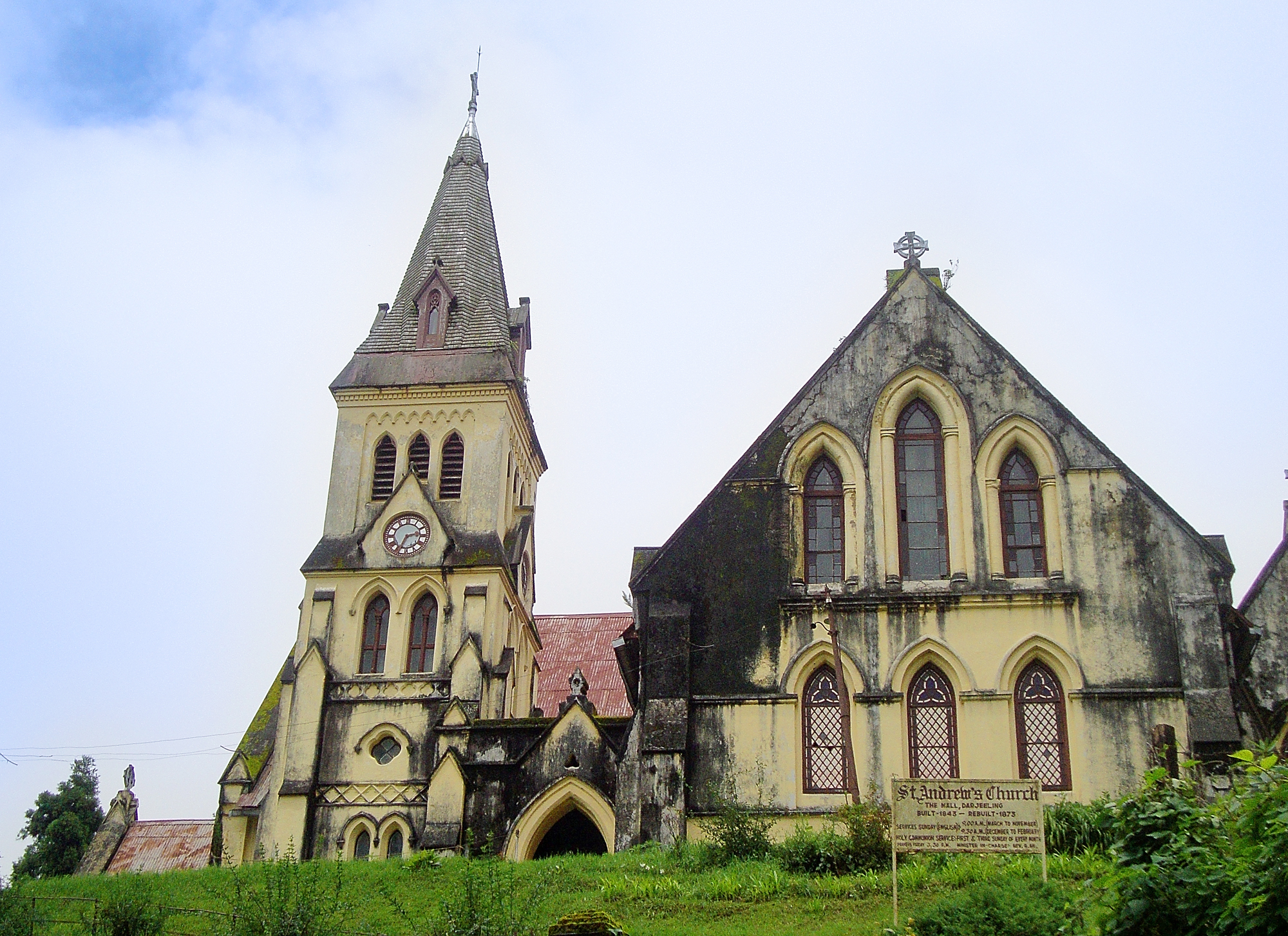
Церковь св. Андрея в Дарджилинге

По данным переписи 2011 года население городской агломерации Дарджилинг составляет 132 016 человек, из которых 65 839 мужчин и 66 177 женщин. Дети в возрасте до 6 лет насчитывают 7 382 человека. Уровень грамотности среди лиц старше 6 лет составляет 93,17 %. По данным прошлой переписи 2001 года население агломерации насчитывало 109 163 человека.
Большая часть населения — лица непальского происхождения. Коренные этнические группы — лимбу, раи, таманги, лепча, бхутия, шерпы, неварцы. Проживают также меньшинства бихарцев, бенгальцев, англо-индийцев, китайцев, тибетцев и др. Наиболее распространённые языки населения — непальский, хинди, бенгали и английский. Уровень роста населения города в период с 1991 по 2001 год составил 47 %.

## Экономика
Две основных отрасли местной экономики — туризм и чайная промышленность. Чай Дарджилинг благодаря здешним уникальным агроклиматическим условиям имеет особый природный аромат, за что известен и признаваем во всём мире.
Дарджилинг производит около 7 % всего индийского чая, что соответствует примерно 9 000 000 кг в год. В последние годы чайная промышленность всё чаще встречает конкуренцию с производителями из других районов Индии, а также их других государств, таких как Непал.
Более 60 % работников чайных плантаций составляют женщины. Кроме чая, выращивают также рис, просо, маис, кардамон, имбирь и картофель.
Как туристический центр город известен ещё с 1860-х годов. Это единственный крупный центр в восточной Индии, привлекающий большое количество иностранных туристов. Кроме того, это популярное место для съёмки фильмов Болливуда и Бенгальского кино.

## Транспорт

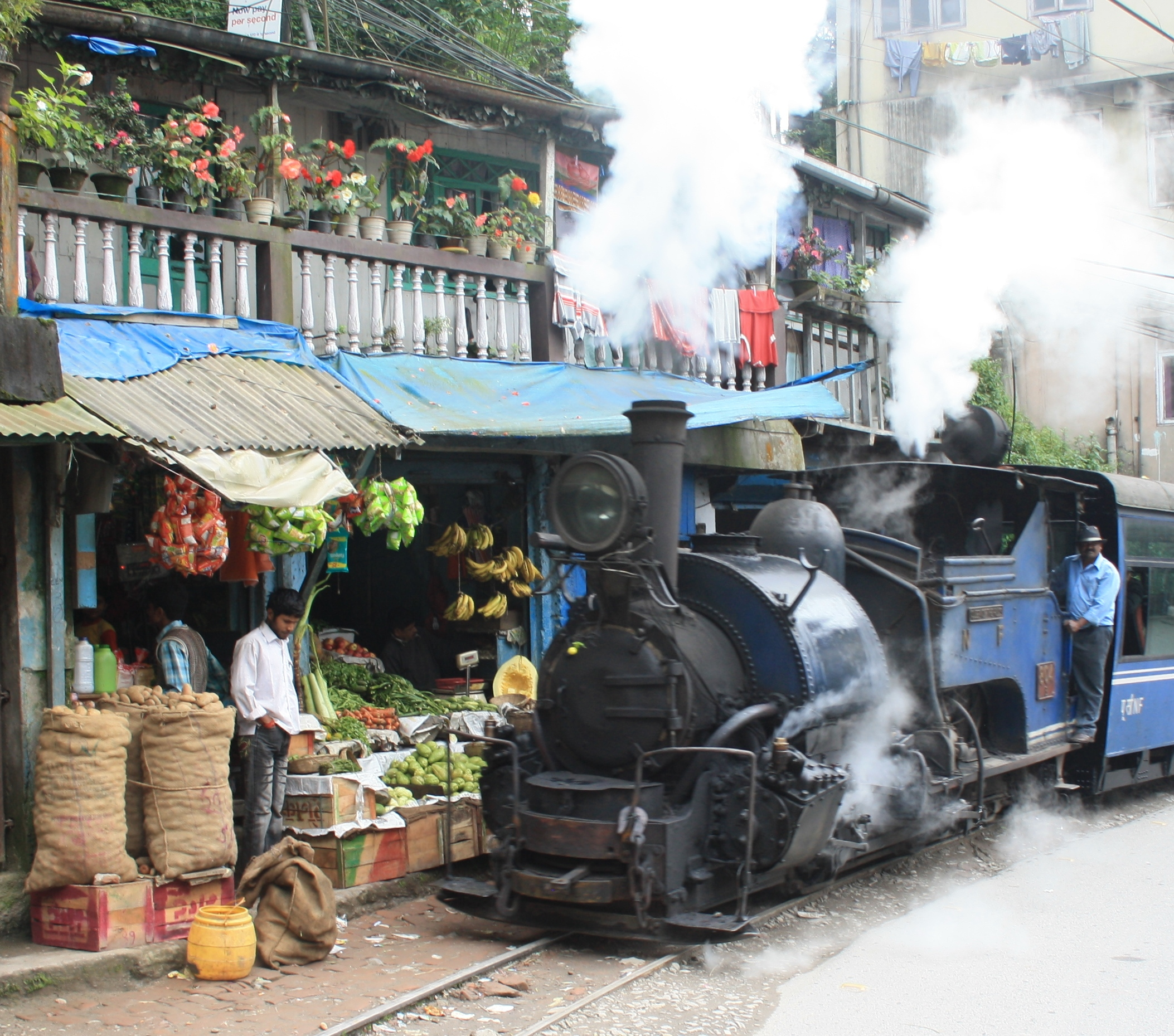
Дарджилингская железная дорога

Город знаменит своей узкоколейной горной железной дорогой, открытой в 1881 году и включённой ЮНЕСКО в список объектов всемирного наследия в 1999 году, ныне является частью объекта «Горные железные дороги Индии». Эта дорога длиной 86 км соединяет Дарджилинг с городом Силигури. Перепад высот составляет около 2100 м: дорога начинается в Силигури на высоте 100 м над уровнем моря и заканчивается в Дарджилинге на высоте 2200 м.
Дарджилинг соединён автобусным сообщением с Силигури. Автомобильное и железнодорожное сообщение нередко прерывается из-за муссонов и оползней. Ближайший аэропорт находится в городе Багдогра, в 90 км от Дарджилинга. Внутри города, ввиду его сравнительно небольших размеров, популярно передвижение пешком, а также на велосипедах, мотоциклах и такси. Местная канатная дорога, функционирующая с 1968 года, была закрыта в 2003 году после инцидента, повлекшего гибель четырёх туристов. Окончательно открыта вновь она была лишь в 2012 году.

## Образование
В городе имеются 52 начальных школы, 21 средняя школа и 4 колледжа. Как языки преподавания используются главным образом английский и непали.
Кроме того для подготовки альпинистов в городе действует Гималайский институт альпинизма.

## Известные уроженцы и жители
- Хейзел Адэр (1920—1995) — британская актриса, сценарист и продюсер.
- Вивьен Ли (1913—1967) — британская актриса (отец был офицером индийской кавалерии)
- Тенцинг Норгей (1914—1986) — один из двух людей, первыми покоривших Эверест.